# Erannis brumaria
Erannis brumaria là một loài bướm đêm trong họ Geometridae.